# 苏格兰LGBT权益
苏格兰女同性恋者、男同性恋者、双性恋者和跨性别者的权益在整体上与英国其他地区一致；但是随着时间的推移，LGBT人士的权益在苏格兰发生了广泛变化，苏格兰现在被认为是欧洲最进步的地区之一。苏格兰在2015年和2016年被连续评为“欧洲LGBTI法律平等最佳国家”。
自1981年开始，苏格兰的同性性行为便开始合法；而在2001年，同性恋的性同意年龄与异性恋开始一致，都为16周岁。苏格兰的同性婚姻在2014年2月获得苏格兰议会的批准，而在同年3月12日得到了御准。该法案于2014年12月16日正式生效，许多民事伴侣将他们的关系转变为婚姻，而苏格兰首个同性婚姻仪式于2014年12月31日举行。苏格兰的民事伴侣关系则早在2005年便已合法化。自2009年以来，同性伴侣还获得了联合收养和收养继子女的权利，并自2010年起禁止基于性取向和性别认同的歧视。

## 同性性行为合法
苏格兰历史上的同性恋者在法律上的处境是严峻的，“普通法中的鸡奸罪不涉及承认被动行为人或未受娈童同意的情况。这反映了过去对同性恋的普遍不赞成，即双方都有罪。”与乌得勒支鸡奸审判这种针对同性恋者的大清洗审判相比，苏格兰历史的相关惩罚记录是相当有限的，无论造成这种情况的原因是否是与相关审判、起诉及幸存的文件保存较少有关。大卫·休谟写道，“在我们的记录里，这一罪行只被提及了两次”；他所引用的文件包括1570年的一项双重起诉和1630年的一项起诉。而兽交相对更加常见，并且这些案子都最后被判处了死刑。1832年的一份法律文本增加了当时最近发生的一起案件，其中一名男子在承认最初指控的九项鸡奸行为中的两项后，被终身流放。另一个档案来源也记录了额外的样本提及，即1645年一个委员会对加文·贝尔的审判。
1889年，苏格兰成为欧洲最后一个取消对同性性行为判处死刑的司法辖区，将惩处改为终身监禁。
英国国会投票通过了《1967年性犯罪法》，仅同意在英格兰和威尔士实现有限的同性性行为合法化。
但苏格兰随后通过了与《1967年性犯罪法》相似的《1980年苏格兰刑事司法法》，根据该法的第80条，同性性行为在苏格兰地区完全合法化。1981年2月1日，《1980年苏格兰刑事司法法》正式生效。在苏格兰议会刚成立的头两年便废除了《2000年苏格兰公共生活等道德标准法（Ethical Standards in Public Life etc. (Scotland) Act 2000）》的2A条，即“禁止宣扬同性恋”条款。
2018年6月，苏格兰议会通过了《2018年赦免和忽视历史性犯罪法（Historical Sexual Offences (Pardons and Disregards) Act 2018）》。该法律对任何在同性恋除罪化之前的自愿发生同性性行为的生者或死者发出正式赦免。虽然这种赦免仅是象征意义的，但该法律还同意任何曾经有同性性行为历史登记记录的同性恋者申请正式的“忽视”。如果相关部长接受了这个申请，那么相关记录不会被列入披露文件内，同时将该行为视为未曾发生过。该法律于2019年10月正式生效。

## 同性关系的认可

### 民事伴侣
自2005年英国国会通过《2004年民事伴侣关系法》后，民事结合就一直是苏格兰同性伴侣的一项权利。该法赋予同性伴侣大部分（但并非全部）民事婚姻的权利和义务。民事伴侣有权与异性已婚伴侣相同相等的财产权，以及与他们一样享有遗产税、社会福利和退休金缴纳的豁免，并且对伴侣的子女同样享有亲权，以及对伴侣及伴侣子女承担合理的抚养责任、代签租赁权、完全的人寿保险认可和医院的最近亲权利等。而解除民事伴侣关系则有一个类似离婚的正式程序。
自2015年11月起，源自苏格兰以外的英国其他地区（包括北爱尔兰）的民事伴侣关系都可以转换为婚姻关系，但无需强制解除他们既有的民事伴侣关系。
苏格兰议会于2019年9月通过修订立法后，自2021年6月起异性也可以建立民事伴侣关系。

### 同性婚姻
自2014年12月16日起，同性婚姻在苏格兰合法化；该地区的第一对同性婚姻于2014年12月31日举行。根据法律规定，宗教组织或个人婚姻监礼人没有义务为同性伴侣证婚，但宗教组织可以授权其神职人员为同性伴侣证婚。
2012年7月25日，苏格兰政府宣布将推动同性婚姻合法化。该举措遭到了苏格兰教会和苏格兰天主教会的强烈反对。时任苏格兰首席副部长的妮古拉·斯特金认为该举措是“正确的做法”，但她同时也向教会保证，政府不会强迫它们为同性伴侣主持婚礼。

## 汇总表格
| 权益项目                                             | 合法状态 | 批准年份 | 备注                                                 |
| ---------------------------------------------------- | -------- | -------- | ---------------------------------------------------- |
| 同性性行为合法                                       | 是       | 1981年   |                                                      |
| 性同意年龄（16岁）                                   | 是       | 2001年   |                                                      |
| 就业反歧视法规                                       | 是       | 2010年   |                                                      |
| 商品及服务提供方面的反歧视法规                       | 是       | 2010年   |                                                      |
| 其他所有领域的反歧视法规（包括间接歧视、仇恨言论等） | 是       | 2010年   |                                                      |
| 针对性别认同的反歧视犯规                             | 是       | 2010年   |                                                      |
| 针对性取向及性别认同仇恨罪的立法                     | 是       | 2009年   |                                                      |
| 承认同性伴侣（例如民事伴侣关系）                     | 是       | 2005年   |                                                      |
| 同性婚姻                                             | 是       | 2014年   |                                                      |
| 同性收养继子女                                       | 是       | 2009年   |                                                      |
| 同性联合收养                                         | 是       | 2009年   |                                                      |
| LGBT人士获准服军役                                   | 是       | 2000年   |                                                      |
| 改变法定性别                                         | 是       | 2005年   |                                                      |
| 女同性恋者可接受体外人工受精                         | 是       | 2009年   |                                                      |
| 同性伴侣在其子女出生证明上可自动成为父母             | 是       | 2009年   |                                                      |
| 转化治疗被取缔                                       | 否       | 不適用   |                                                      |
| 学校开展LGBT全纳教育                                 | 是       | 2018年   |                                                      |
| 实时消除方案或赦免法                                 | 是       | 2019年   |                                                      |
| 男同性恋伴侣的商业代孕                               | 否       | 不適用   | 异性恋伴侣同样也被禁止                               |
| 男男性行为者可以献血                                 | 是       | 2021年   | 无禁欲期限制但有附加条件（近三个月需保持单一性伴侣） |